# Dactylopusia pontica
Dactylopusia pontica is een eenoogkreeftjessoort uit de familie van de Dactylopusiidae. De wetenschappelijke naam van de soort is voor het eerst geldig gepubliceerd in 1968 door Apostolov.